# Adam Curry
Adam Clark Curry (* 3. září 1964) je rozhlasová, televizní a Internetová osobnost, známá díky svému působení jako video jockey na hudebním televizním kanálu MTV v letech 1987 až 1994 V polovině 90. let byl Curry podnikatelem v oblasti webu a jednou z prvních celebrit, které si vytvořily webovou stránku. Na začátku 21. století pomohl s prvními krůčky podcastingu.
Pilotuje vlastní Cessnu 182 RG. Byl ženatý[kdy?] s nizozemskou zpěvačkou Patricií Paay. Mají spolu dceru Christinu.